# Assemblée générale de Caroline du Sud
Pour les articles homonymes, voir Assemblée générale (homonymie).
Capitole de l'État de Caroline du Sud, Columbia
L’Assemblée générale de Caroline du Sud (en anglais : South Carolina General Assembly), aussi appelée législature de Caroline du Sud (South Carolina Legislature), est l'organe législatif de l'État américain de Caroline du Sud.

## Structure
Elle se présente sous la forme d'un parlement bicaméral composé d'une chambre haute, le Sénat et d'une chambre basse, la Chambre des représentants.
La Chambre des représentants compte 124 membres, élus tous les deux ans le même jour que l'élection pour le Congrès des États-Unis et le Sénat compte 46 membres, élus eux pour quatre ans le même jour que l'élection présidentielle américaine. Pour les deux chambres, il n'y aucune limite du nombre de mandats consécutifs. L'Assemblée générale se réunit en congrès pour l'élection des juges de l'État et les 170 membres ont alors une voix de même poids. 
Avant la décision de la Cour suprême des États-Unis, cas Reynolds v. Sims en 1964, la répartition des sièges à la Chambre des représentants  se faisaient par comté, au prorata de sa population, chaque comté ayant au moins un représentant alors que chaque comté avait un sénateur. En plus, chaque délégation du comté de l'Assemblée générale doublait sa représentation au conseil du comté. 
À la suite de la décision de la Cour suprême, les limites des districts dépassèrent les limites des comtés. Cela conduisit à l'adoption de l’Home Rule Act de  1975, qui créa des conseils de comté indépendants de l'Assemblée générale de l'État. Cependant, certaines fonctions qui dans de nombreux autres États américains sont assurées par les gouvernements de comtés sont en Caroline du Sud encore assurées par les délégations de comtés de la législature de l'État.

## Siège
L'Assemblée générale siège au Capitole de l'État à Columbia, capitale de la Caroline du Sud.

## Composition
Le Parti républicain détient la majorité à la Chambre depuis 1996 et au Sénat depuis 2000. 
Après les élections du 3 novembre 2020, les Républicains détiennent 30 sièges au Sénat et 81 à la Chambre, contre 16 et 43 sièges respectivement pour les démocrates.